# Майяр, Станислав
Станислав Майя́р (фр. Stanislas-Marie Maillard; 11 декабря 1763, Гурне, Нижняя Сена — 15 апреля 1794, Париж) — французский революционер, один из вожаков санкюлотов Парижа, активнейший участник таких событий Великой французской революции как взятие Бастилии, поход на Версаль, сентябрьские убийства в тюрьмах.

## До Революции
Родился в семье купца. Кроме Станислава в семье было ещё семь детей. В 1778 году Тома, старший брат Станислава, работавший судебным приставом в Шатле, устроил того на работу в своей конторе.
Амбициозный, умевший горячо и увлекательно говорить, Майяр быстро выдвинулся на роль вожака народной толпы при первых событиях революции.

## Геройштурма Бастилии
Оказавшись среди народной толпы, осадившей 14 июля 1789 года Бастилию, Майяр, благодаря своей энергии и смелости, выдвинулся на роль одного из её вождей, наряду с Юленом, Эли, Сантером и Фурнье-Американцем.
Именно он, балансируя на узкой доске, лежавшей надо рвом Бастилии и откуда уже упал вниз шедший впереди человек, дошёл до ворот тюрьмы-крепости и получил от защищавших её швейцарцев бумагу с условиями, на которых они соглашались сдаться. После того как подъемный мост был опущен, Майяр закрепил его, исключив возможность снова его поднять.
В расправе над защитниками Бастилии Майяр участия не принимал, наоборот, пытался спасти от толпы коменданта тюрьмы Делонэ. Однако разъяренные санкюлоты оттеснили Майяра и Юлена от Делонэ и растерзали последнего.
Майяр является автором одного из трёх (самого короткого) дошедшего до нас списка участников штурма Бастилии. В нём указано 662 «победителя Бастилии».

## Во главепохода женщин

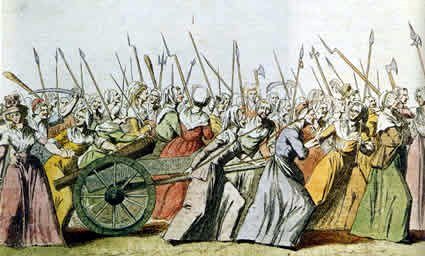
Поход женщин на Версаль. Рисунок XVIII века.

К осени 1789 года резко обострился продовольственный вопрос в Париже. Не хватало хлеба, у магазинов стояли огромные очереди. Утром 5 октября 1789 года толпа женщин, напрасно всю ночь простоявших в очередях, собралась на Гревской площади. Раздавались крики: «Хлеба! На Версаль!» (в Версале жил король и заседало Учредительное собрание). Бунтующая толпа ворвалась в Ратушу, взломала склады, где добыла порох, мушкеты и две пушки. Возникла реальная угроза народного неконтролируемого мятежа в Париже.
В этот момент появился Майяр, который схватил барабан и стал в него бить. Бунтовавшие женщины признали его своим руководителем, и он повёл вооруженную толпу численностью 6-7 тысяч человек на Версаль. Рядом с Майяром шла актриса Теруань де Мерикур, тоже участница взятия Бастилии.
Около 4 часов дня колонна восставших (к которой присоединилось и много мужчин), вошла в Версаль. Майяр во главе депутации из 15 женщин явился в Национальное Собрание и произнёс речь, в которой просил рассмотреть требования восставших — накормить Париж и разгромить «заговор аристократов».
В это время начались стычки женщин и лейб-гвардейцев. Имелись убитые и раненые с обеих сторон. Майяр, действуя как посредник, пытался успокоить страсти. Однако утром 6 октября восставшие штурмом взяли казарму лейб-гвардии. Отрезанные головы гвардейцев носили на пиках по улицам Версаля. Преследуя спасающихся, толпа ворвалась во дворец. Король был вынужден вместе с семьёй выйти к народу и объявить о переезде в Париж. В этот же день королевская семья в окружении восставших женщин переехала в Париж. Майяр ехал в придворной карете.

## Председатель трибунала«сентябрьских убийц»
За своё участие в событиях 14 июля и 5-6 октября 1789 года Маяйр получил официальную благодарность Коммуны и вскоре стал членом Совета Коммуны. 5 июня 1792 года он женился на Анжелике Паред.
В сентябре 1792 года Майяр принял активное участие в расправах над заключёнными в тюрьмах. Он лично возглавил «народный трибунал» в Аббатстве Сен-Жермен, где за два дня погибло около 270 человек.

## Дальнейшая карьера и смерть
В начале августа 1793 года Майяр был назначен начальником секретной полиции Комитета Общей Безопасности Конвента. Он имел в своём подчинении около 50 агентов, нанятых им самим и известных только ему. Производя аресты «подозрительных» и конфискуя их имущество, он ни перед кем не отчитывался. Это вызвало недовольство у ряда членов Конвента. 11 октября 1793 года он был арестован как участник заговора «крайних революционеров» и помещён сначала в тюрьму Ла-Форс, а затем переведен в Люксембургскую тюрьму. Однако за Майяра заступился член Комитета Общественного Спасения Колло д’Эрбуа, революционер левого толка, сторонник активных террористических мер. Поэтому Майяр был скоро освобождён, но находясь в заключении, он заболел туберкулёзом, от которого умер 15 апреля 1794 года.